# Castroville
Castroville è un Census-designated place statunitense situata in California, nella contea di Monterey di 6.724 abitanti.
Il centro californiano è celebre per l'annuale sagra del carciofo che ogni anno vi si svolge e per questo motivo è gemellata con Ladispoli in cui da 65 anni si svolge una medesima manifestazione.